# Паллада

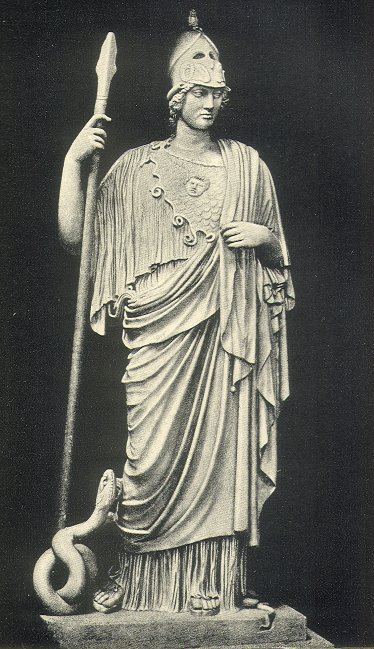
Афіна Паллада

Палла́да (грец. Παλλάς) — один з епітетів богині Афіни. Виникнення його пояснюють по-різному: за першою версією, це пов'язано тим, що Афіна під час Гігантомахії (битви богів з гігантами) вбила гіганта Палланта і здерла з нього шкіру, за другою — Палладою звали молодшу сестру Афіни, дочку Тритона, онука титана Океана, яка була випадково вбита Афіною в дитинстві.
На честь Паллади названо астероїд Паллада — другий з відкритих малих планет.